# Joseph von Wollschlaeger
Joseph von Wollschlaeger (* 25. März 1756; † nicht ermittelt) war ein preußischer Landrat und Landesdirektor. Er stand ab 1793 dem Conitzer Kreis vor und war daneben ab 1798 Landesdirektor von Westpreußen.
Er war ein Angehöriger der polnisch-preußischen adligen Familie von Wollschlaeger. Sein Vater Michael von Wollschlaeger (* 1729; † 1794) war polnischer Landrichter und Erbherr auf Zoldan, Ebersfelde und Rackelwitz im Conitzer Kreis. Seine Mutter war Marianne geborene von Kospoth-Pawlowski. Das Gebiet kam, wie ganz Westpreußen, mit der ersten Polnischen Teilung 1772 an das Königreich Preußen.
Joseph von Wollschlaeger besuchte die Jesuitenschule in Conitz. Um 1773 half er zunächst seinem Vater bei der Bewirtschaftung seiner Güter und kaufte sich dann das ebenfalls im Conitzer Kreis gelegene Gut Schoenfeld.
Er unterstützte den Landrat Carl Christoph Ludwig von Weiher und verwaltete nach dessen Tod 1787 zeitweise die Geschäfte des Landrates. Zum neuen Landrat wählten die Kreisstände jedoch zunächst Dionysius von Dorpowski. Dieser gab 1792 sein Amt ab und Joseph von Wollschlaeger wurde nach der vorgeschriebenen Prüfung 1793 zum neuen Landrat des Conitzer Kreises ernannt. Daneben wurde Joseph von Wollschlaeger 1798 als Nachfolger des verstorbenen Johann Andreas von Tyszka zu einem der beiden Landesdirektoren von Westpreußen ernannt. Jedenfalls bis 1818 war er Landrat und Landesdirektor.